# Незнайомці в потягу
«Незнайо́мці в по́тягу» (англ. Strangers on a Train) — нуаровий трилер Альфреда Гічкока, знятий в 1950 році за мотивами виданого в тому ж році дебютного роману Патриції Гайсміт.
Український переклад зробила студія Омікрон на замовлення Гуртом..

## Сюжет
Молодий і талановитий тенісист Гай Гейнс (Фарлі Грейнджер) зустрічає одного разу в поїзді дуже дивного і загадкового суб'єкта — Бруно Ентоні (Роберт Вокер). Незнайомець проявляє виняткову обізнаність (на основі світської хроніки) про особисті справи Гая, який закоханий в Енн Мортон (Рут Роман), дочку відомого сенатора, і якраз прямує до своєї нинішньої дружини Міріам (Кейсі Роджерс), щоб домовитися про розлучення. Бруно в пориві відвертості викладає Гаю свою давню ідею про «вбивство навхрест»: він пропонує Гаю вбити його дружину, а той, своєю чергою, вб'є батька Бруно, якого останній відчайдушно ненавидить. Таким чином можна забезпечити алібі зацікавленим особам, а справжні вбивці будуть позбавлені всякого видимого мотиву. Гай із обуренням відкидає пропозицію Бруно. Однак, приїхавши до своєї дружини Міріам, він виявляє, що та передумала розлучатися, бажаючи якомога більше допекти чоловіка. Тим часом Бруно вже починає діяти…

## В ролях
| Актор(ка)        |   | Роль               |
| ---------------- | - | ------------------ |
| Фарлі Грейнджер  | … | Гай Гейнс          |
| Рут Роман        | … | Енн Мортон         |
| Роберт Вокер     | … | Бруно Ентоні       |
| Лео Дж. Керролл  | … | сенатор Мортон     |
| Патриція Гічкок  | … | Барбара Мортон     |
| Кейсі Роджерс    | … | Міріам Джойс Гейнс |
| Меріон Лорн      | … | місіс Ентоні       |
| Джонатан Гейл    | … | містер Ентоні      |
| Говард Сент-Джон | … | капітан Терлі      |
| Джон Браун       | … | проф. Коллінз      |
| Норма Варден     | … | місіс Каннінгем    |
| Роберт Гіст      | … | Леслі Геннессі     |